# Gabriel Hernández Rico
Gabriel Hernández Rico (Alquerías del Niño Perdido, Castellón, 31 de marzo de 1983) es un ex-ciclista perteneciente a la categoría Elite. Cabe destacar su victoria en el campeonato de España élite 2007 en Fortuna, Murcia.
Se inició en 1993 como alevín en las filas de la escuela de ciclismo del Sport Ciclista Alqueriense. Desde la categoría cadetes compagina el ciclismo en pista con el ciclismo en ruta, lo que le hace ser valedor de gran potencia al sprint.

## Palmarés
2003
- 1º en la 1ª etapa de la Ruta del Vino, Manzanares Ciudad Real
- Vencedor Clasificación de la Regularidad de la Ruta del Vino, Ciudad Real
- 2º Clasificación General Final de la Ruta del Vino, Ciudad Real
- 1º segunda etapa G.P.Villarreal, Castellón
- Vencedor de las Metas Volantes Vuelta al Maestrazgo, Castellón
- Vencedor de los Sprints Especiales Vuelta al Maestrazgo, Castellón

2005
- 1º CRI Vuelta a Cantabria

2007
- 2º en el Campeonato de España de ciclismo en pista Scratch élite Sub-23, Mallorca
- Campeonato de España de ciclismo en ruta élite Fortuna, Murcia

2008
- 1º en la 2ª etapa del Circuito Montañés Laredo Cantabria
- 1º CRE Vuelta a Zamora
- 1º CRE Vuelta a Tenerife
- 1º segunda etapa G.P.Villarreal, Castellón

2009
- 3º en el Campeonato de España de pista Persecución por equipos Mallorca

## Equipos
- Nagares (2002-2003)
- Comunidad Valenciana-Kelme (2004)
- Alfus-Tedes (2005)
- Cosaor-Costa de Azahar (2006)
- Super Froiz (2007)
- Fuerteventura-Canarias (2008)
- Azysa Conor WRC (2009)
- CC Campoclaro (2010)[2]